# Jonas Guggisberg
Jonas Guggisberg  (* 1996) ist ein Schweizer Unihockeyspieler, der beim Nationalliga-A-Verein Floorball Köniz unter Vertrag steht.

## Karriere

### Unihockey Tigers Langnau
Guggisberg debütierte während der Saison 2014/2015 in der Nationalliga A. In der darauffolgenden Saison erzielte er sein erstes Tor in der höchsten Spielklasse. 2017 wurde er fix in das Kader der ersten Mannschaft aufgenommen.
2019 konnte Guggisberg mit den Unihockey Tigers Langnau den Schweizer Cup gewinnen. Im Endspiel siegten sie nach einem dramatischen Spiel im Penaltyschiessen.

### Floorball Köniz
2020 präsentierte Floorball Köniz den U23-Nationalspieler Guggisberg als Neuzugang.